# Diporiphora bilineata
Diporiphora bilineata är en ödleart som beskrevs av  Gray 1842. Diporiphora bilineata ingår i släktet Diporiphora och familjen agamer. Inga underarter finns listade i Catalogue of Life.